# Bjørkelangen
Bjørkelangen est une localité du comté d'Akershus, en Norvège.